# Yamaha VK
Yamaha VK540 eller Yamaha Viking är en snöskotermodell från Yamaha Motor Company. Snöskotern introducerades 1988 och var Yamahas andra bredbandare (se SW400). Yamaha Viking är den Yamaha snöskoter som tillverkats längst. Från 1988 och fram till dags datum.
Motorn i Yamaha Viking är en fläktkyld tvåcylindrig tvåtaktare på 540 cm3 som utvecklar 46 hk. Snöskotern har fått ett rykte om sig att vara mycket tillförlitlig. Snöskotern var också utrustad med flip-boggie och backväxel. Den här snöskotern är främst till för hårt arbete.
1992 fick Viking modellerna TS-framfjädringen och det nya namnet Viking II. Viking III kom 1998 och nyheten för den var att man nu hade Pro Action-boggien.

## Yamaha Viking år från år
1988, den nu kallade guldvikingen introduceras på marknaden. Modellbeteckningen hette VK540M.
1989, nytt för året var att startkransen var förberedd för elstart på alla VK540N. Mindre förändringar på anordningen för att fälla upp sitsen var också gjord. I övrigt så var VK540N densamma som året innan.
1990, modellen hette VK540P och hade elektrisk start som standard. I övrigt samma snöskoter som året före.
1991, modellbeteckningen var VK540R och nyheten för året var en ny sekundärvariator. Nya emblem på Yamaha Viking och guldvikingen var borta.
1992, ny modellbeteckning till VK540S. Viking II som VK skulle kallas efter 1992 hade fått ny framvagn. Nytt var också primärvariator och en annorlunda sekundärvariator. Nytt sits introducerades också med den här modellen. Standard blev ryggstödet.
1993, modellbeteckningen var för året VK540T och mindre förändringar i emblem.
1994, modellbeteckningen var för året VK540U och nytt var en bättre isolerad huv. 
1995, modellbeteckningen var för året VK540V och skillnaden mellan förra årets modell var en detalj i pakethållaren bak och nya emblem.
1996, modellbeteckningen för året var VK540W och nytt får året var emblemen på huv och chassi.
1997, VK540A men inget nytt och samma emblem användes på VK både 1996-1998.
1998, VK540B och det var i princip samma maskin som året före.
1999, VK540C som heter Viking III kom att ha en helt ny boggie, Yamahas Pro Action Boggie. 
2000-2012 är Yamaha VK-serien samma snöskoter, förutom färg och emblem. Nytt är dock att Yamaha sätter kompositskidor på VK540K och detta sker 2004. Modellserien byggs fortfarande och är den Yamaha snöskoter som tillverkas längst.
2013 kom Yamaha VK 540 IV, nytt är att pro-action-boggien är borta mot en något kortare och lättare boggie. Nya skidor och halkskydd är nytt.
2017 VK 540 V lanseras med många nyheter. Ny huv, ruta, dyna, reglage. Mattan är en Camso Cobra 38 mm höga kammar. Ny eluppvärmd flatside TM33-förgasare, DC-tändning samt en bränsletank på 44 liter gör att bränsleförbrukningen minskar och räckvidden ökar. Finns i vit, orange samt svart färg.